# Scrutin de liste majoritaire
Pour un article plus général, voir Système électoral.
Un scrutin de liste majoritaire ou scrutin majoritaire plurinominal de liste est un système électoral par liste.

## Mise en œuvre
Chaque parti propose une liste de candidats. L'électeur choisit une liste. La liste ayant obtenu une majorité de voix est la liste gagnante et obtient tous les sièges.
On peut avoir un scrutin majoritaire simple où la liste est élue à la majorité relative au premier tour, ou bien un scrutin majoritaire à deux tours où la liste doit être élue à la majorité absolue au premier tour ou relative au second tour.

## Avantages et inconvénients
Ce système amplifie l'influence des grands partis et diminue celle des partis moyens. Contrairement au vote de liste à la proportionnelle, il ne respecte pas la représentation proportionnelle. Il est utile pour dégager une majorité forte.
Lorsque les règles de constitution de liste obligent à une représentation des minorités ou des femmes, ce vote permet l'attribution de sièges à ces minorités plus facilement qu'un autre système électoral.

## Utilisation
Il est utilisé, pour l'élection d'un certain nombre de leurs députés (tous ou partie) en  Côte d'Ivoire, à Djibouti, à Singapour, en Équateur et au Sénégal et souvent en complément d'un vote par circonscriptions quand une circonscription doit pourvoir plusieurs sièges. 
En France, il est proposé pour les élections départementales dans le cadre de binômes permettant d'assurer la parité homme-femme. Il a également été mise en œuvre sous la Troisième République pour les élections législatives de 1871, 1885, 1919 et 1924.
Il est également utilisé pour l'élection des grands électeurs dans le cadre de l'élection présidentielle américaine.